# Paramelanauster sciamai
Paramelanauster sciamai är en skalbaggsart som beskrevs av Stefan von Breuning 1962. Paramelanauster sciamai ingår i släktet Paramelanauster och familjen långhorningar.
Artens utbredningsområde är Laos. Inga underarter finns listade i Catalogue of Life.